# Leidsevaart

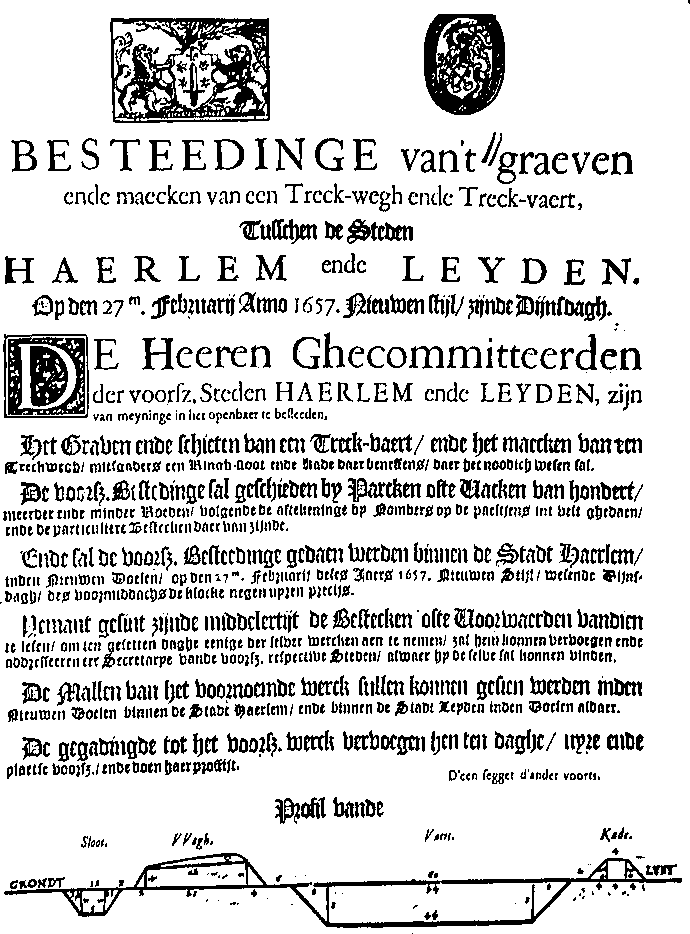
Bauurkunde vom 26. Februar 1657

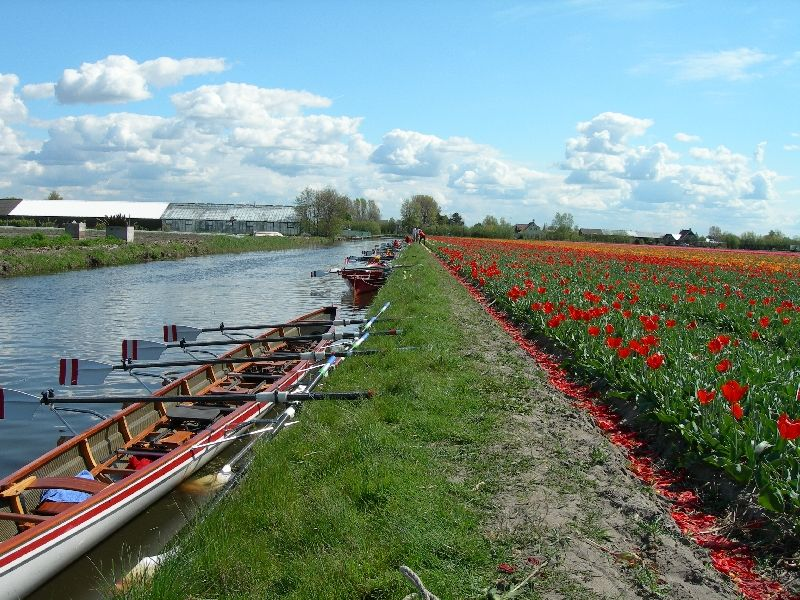
Leidsevaart bei Hillegom

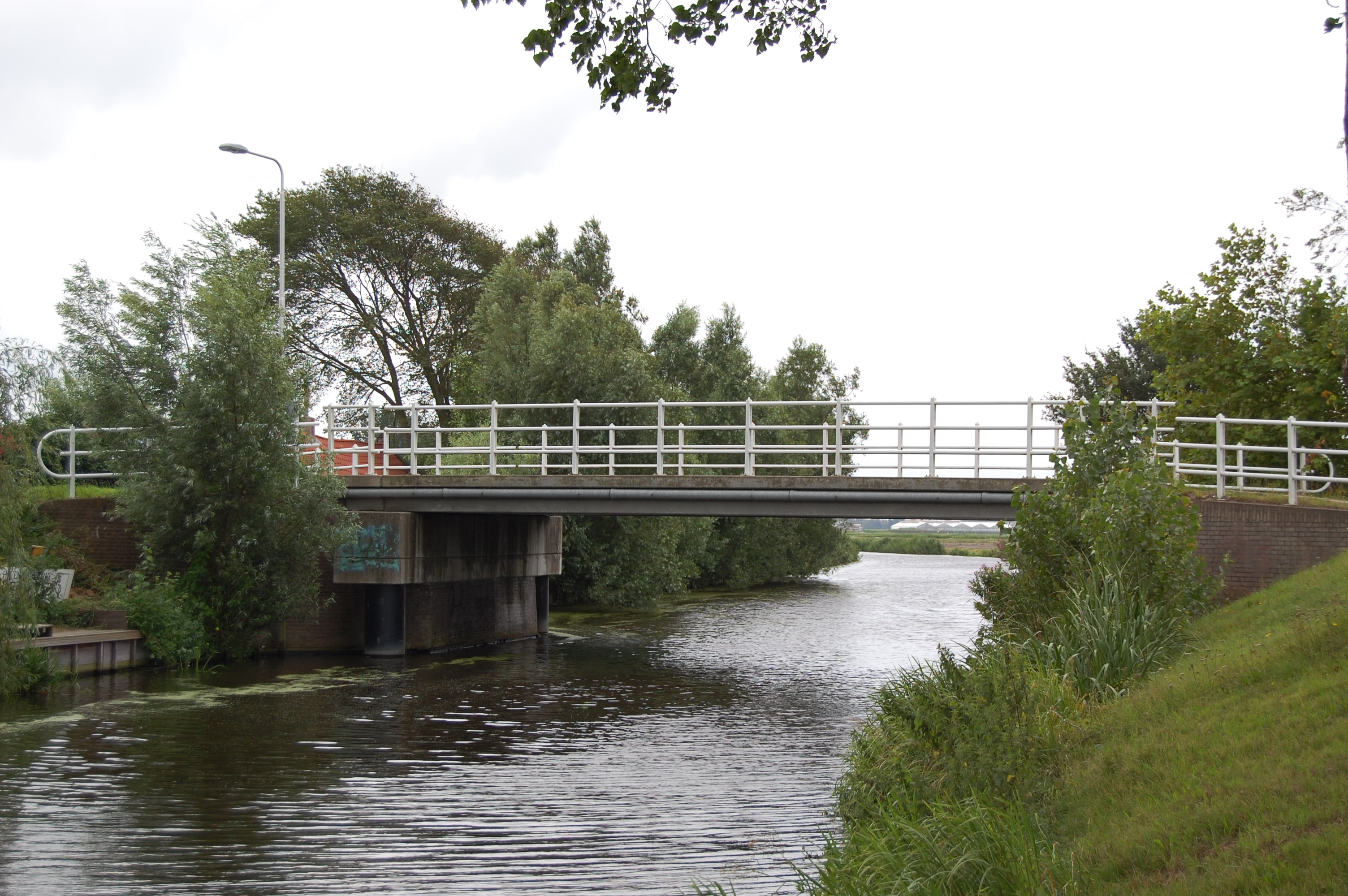
Leidsevaart bei Vogelenzang

Die Leidsevaart, auch bekannt als Leidse Trekvaart, ist ein 30 Kilometer langer Kanal zwischen Haarlem und Leiden.
Er ist einer der ältesten Kanäle in den Niederlanden und wurde 1657 gebaut. Der Kanal war 15–30 Meter breit und 1,5 Meter tief. Er war für über 200 Jahre der Haupttransportweg zwischen den beiden Städten und diente vorwiegend dem Personenverkehr. Im Jahr 1677 wurden 148.397 Fahrgäste befördert. Die Fahrt von Leiden nach Haarlem dauerte vier Stunden und alle zwei Stunden fuhr ein Boot. Anfangs kostete eine Fahrt elf Stuiver, das waren 0,55 Gulden. Fünf Stuiver waren als Zoll fällig, den Rest bekam die Schiffergilde. Als im 19. Jahrhundert die Eisenbahnstrecke entlang dem Kanal gebaut wurde, verlor er an Bedeutung.
Der Kanal führt durch oder entlang der Städte Haarlem, Heemstede, Bloemendaal, Bennebroek, Hillegom, Noordwijkerhout, Lisse, Teylingen, Oegstgeest und Leiden.

## Geschichte
Die Leidsevaart war eine Erweiterung der Haarlemmertrekvaart, die Haarlem mit Amsterdam verband. Auf dem Kanal verkehrten Treidelschuten (niederländisch: Trekschuiten), die von Menschen oder Pferden gezogen wurden. Am Ufer des Kanals verlief ein Treidelweg. Die Reise war preiswert und angenehm, bequemer als mit einer Kutsche. Viele reiche Amsterdamer hatten an der Leidsevaart ihre Sommerhäuser, und konnten, da diese meist durch einen Stichkanal zu erreichen waren, mit ihrem Gepäck bis an ihre Häuser fahren. 
Wegen der vielen niedrigen Brücken ist die Leidsevaart für die Freizeitschifffahrt nicht geeignet und wird deshalb heute kaum noch befahren.

## Herrenhäuser an der Leidsevaart
- Oud Poelgeest, Landsitz von Herman Boerhaave
- Keukenhof, früherer Landsitz, jetzt Gelände der Blumenschau Keukenhof
- Huis te Vogelenzang
- Hartekamp, Haus von George Clifford und berühmt für Linnaeus Hortus Cliffortianus
- Huis te Manpad, an der Zollbrücke Heemstede
- Leyduin,
- Meer en Berg
- Iepenrode, heute Teil des Groenendaal Parks
- Berkenrode, gegenüber der Zollbrücke Haarlem
- Alverna, gegenüber von Berkenrode

Heute ist der Kanal ein beliebtes Angelgewässer mit vielen Karpfen und Weißfischen.